# 1985년 오리콘 1위 싱글 목록
일본에서 한 주간 가장 많이 팔린 싱글은 오리콘 주간 차트에 실리며, 이 차트는 오리콘이 발행하는 잡지 《오리스타》에 개제된다. 판매량은 한 주 동안의 각 싱글의 판매량을 기준으로 오리콘이 종합한다.

## 차트 기록
| 발행일    | 싱글                                                         | 가수                                      | 참고                           |
| --------- | ------------------------------------------------------------ | ----------------------------------------- | ------------------------------ |
| 1월 7일   | 「The Stardust Memory」                                      | 코이즈미 쿄코                             |                                |
| 1월 14일  | 「The Stardust Memory」                                      | 코이즈미 쿄코                             |                                |
| 1월 21일  | 「You Gotta Chance 〜ダンスで夏を抱きしめて〜」              | 킷카와 코지                               | 3주 연속                       |
| 1월 28일  | 「You Gotta Chance 〜ダンスで夏を抱きしめて〜」              | 킷카와 코지                               | 3주 연속                       |
| 2월 4일   | 「You Gotta Chance 〜ダンスで夏を抱きしめて〜」              | 킷카와 코지                               | 3주 연속                       |
| 2월 11일  | 「天使のウィンク」                                           | 마츠다 세이코                             | 2주 연속, 1985년 2월 1위       |
| 2월 18일  | 「天使のウィンク」                                           | 마츠다 세이코                             | 2주 연속, 1985년 2월 1위       |
| 2월 25일  | 「ヨイショッ!」                                              | 콘도 마사히코                             |                                |
| 3월 4일   | 「シンデレラは眠れない」                                     | THE ALFEE                                 |                                |
| 3월 11일  | 「卒業-GRADUATION-」                                         | 키쿠치 모모코                             |                                |
| 3월 18일  | 「ミ・アモーレ〔Meu amor é･･･〕」                            | 나카모리 아키나                           | 2주 연속                       |
| 3월 25일  | 「ミ・アモーレ〔Meu amor é･･･〕」                            | 나카모리 아키나                           | 2주 연속                       |
| 4월 1일   | 「あの娘とスキャンダル」                                     | 체커즈                                    | 3주 연속, 1985년 4월 1위       |
| 4월 8일   | 「あの娘とスキャンダル」                                     | 체커즈                                    | 3주 연속, 1985년 4월 1위       |
| 4월 15일  | 「あの娘とスキャンダル」                                     | 체커즈                                    | 3주 연속, 1985년 4월 1위       |
| 4월 22일  | 「常夏娘」                                                   | 코이즈미 쿄코                             | 2주 연속                       |
| 4월 29일  | 「常夏娘」                                                   | 코이즈미 쿄코                             | 2주 연속                       |
| 5월 6일   | 「にくまれそうなNEWフェイス」                                | 킷카와 코지                               | 1985년 5월 1위                 |
| 5월 13일  | 「赤い鳥逃げた」                                             | 나카모리 아키나                           |                                |
| 5월 20일  | 「ボーイの季節」                                             | 마츠다 세이코                             |                                |
| 5월 27일  | 「BOYのテーマ」                                              | 키쿠치 모모코                             | 2주 연속                       |
| 6월 3일   | 「BOYのテーマ」                                              | 키쿠치 모모코                             | 2주 연속                       |
| 6월 10일  | 「今だから」                                                 | 마츠토야 유미·오다 카즈마사·자이츠 카즈오 | 2주 연속, 1985년 6월 1위       |
| 6월 17일  | 「今だから」                                                 | 마츠토야 유미·오다 카즈마사·자이츠 카즈오 | 2주 연속, 1985년 6월 1위       |
| 6월 24일  | 「デビュー/MANHATTAN JOKE」                                  | 카와이 나오코                             |                                |
| 7월 1일   | 「SAND BEIGE -砂漠へ-」                                      | 나카모리 아키나                           | 1985년 7월 1위                 |
| 7월 8일   | 「DANCING SHOES」                                            | SEIKO                                     |                                |
| 7월 15일  | 「俺たちのロカビリーナイト」                                 | 체커즈                                    | 3주 연속                       |
| 7월 22일  | 「俺たちのロカビリーナイト」                                 | 체커즈                                    | 3주 연속                       |
| 7월 29일  | 「俺たちのロカビリーナイト」                                 | 체커즈                                    | 3주 연속                       |
| 8월 5일   | 「魔女」                                                     | 코이즈미 쿄코                             |                                |
| 8월 12일  | 「悲しみにさよなら」                                         | 안전지대                                  | 2주 연속, 1985년 8월·9월 1위   |
| 8월 19일  | 「悲しみにさよなら」                                         | 안전지대                                  | 2주 연속, 1985년 8월·9월 1위   |
| 8월 26일  | 「華麗なる賭け」                                             | 타하라 토시히코                           |                                |
| 9월 2일   | 「悲しみにさよなら」                                         | 안전지대                                  | 2주 연속, 통산 4주             |
| 9월 9일   | 「悲しみにさよなら」                                         | 안전지대                                  | 2주 연속, 통산 4주             |
| 9월 16일  | 「涙の茉莉花LOVE」                                           | 카와이 소노코                             | 2주 연속                       |
| 9월 23일  | 「涙の茉莉花LOVE」                                           | 카와이 소노코                             | 2주 연속                       |
| 9월 30일  | 「HEART OF RAINBOW 〜愛の虹を渡って〜/ブルー・パシフィック」 | 체커즈                                    |                                |
| 10월 7일  | 「もう逢えないかもしれない」                                 | 키쿠치 모모코                             | 2주 연속, 1985년 10월 1위      |
| 10월 14일 | 「もう逢えないかもしれない」                                 | 키쿠치 모모코                             | 2주 연속, 1985년 10월 1위      |
| 10월 21일 | 「SOLITUDE」                                                 | 나카모리 아키나                           |                                |
| 10월 28일 | 「恋におちて -Fall in love-」                                | 코바야시 아키코                           | 2주 연속, 1985년 11월·12월 1위 |
| 11월 4일  | 「恋におちて -Fall in love-」                                | 코바야시 아키코                           | 2주 연속, 1985년 11월·12월 1위 |
| 11월 11일 | 「神様ヘルプ!」                                              | 체커즈                                    |                                |
| 11월 18일 | 「恋におちて -Fall in love-」                                | 코바야시 아키코                           | 2주 연속, 통산 4주             |
| 11월 25일 | 「恋におちて -Fall in love-」                                | 코바야시 아키코                           | 2주 연속, 통산 4주             |
| 12월 2일  | 「なんてったってアイドル」                                   | 코이즈미 쿄코                             |                                |
| 12월 9일  | 「恋におちて -Fall in love-」                                | 코바야시 아키코                           | 2주 연속, 통산 4주             |
| 12월 16일 | 「恋におちて -Fall in love-」                                | 코바야시 아키코                           | 2주 연속, 통산 4주             |
| 12월 23일 | 「仮面舞踏会」                                               | 소년대                                    |                                |
| 12월 30일 | 「恋におちて -Fall in love-」                                | 코바야시 아키코                           | 통산 7주                       |

## 특이사항
- 1985년 3월 1위 곡은 C-C-B의 「Romanticが止まらない」이다. (주간 최고순위 2위)

## 연간 TOP 10
※ 집계: 1984년 12월 3일 - 1985년 11월 25일
- 1위: 체커즈 「ジュリアに傷心」
- 2위: 나카모리 아키나 「ミ・アモーレ〔Meu amor é･･･〕」
- 3위: 코바야시 아키코 「恋におちて -Fall in love-」
- 4위: C-C-B 「Romanticが止まらない」
- 5위: 체커즈 「あの娘とスキャンダル」
- 6위: 나카모리 아키나 「飾りじゃないのよ涙は」
- 7위: 나카모리 아키나 「SAND BEIGE -砂漠へ-」
- 8위: 체커즈 「俺たちのロカビリーナイト」
- 9위: 안전지대 「悲しみにさよなら」
- 10위: 마츠다 세이코 「天使のウィンク」